# Burning Spear (sencillo)
«Burning Spear» es una canción y un sencillo de la banda Sonic Youth, publicado en mayo de 1993 por el sello Geffen Records en formato de 7", e incluido en algunas copias del álbum Dirty vendidas en Australia. Todas las canciones fueron grabadas en el concierto Melbourne Big Day Out del 23 de enero de 1993. 

## Lista de canciones
| Burning Spear |                                    |          |  |
| N.º           | Título                             | Duración |  |
| 1.            | «Burning Spear» (Lado A, en vivo)  |          |  |
| 2.            | «Teenage Riot» (Lado A, en vivo)   |          |  |
| 3.            | «Swimsuit Issue» (Lado B, en vivo) |          |  |